# Ingeborg von Schwerin (1828–1894)
Ingeborg von Schwerin, född Rosencrantz 11 mars 1828 på Ekeröd, Röddinge socken, Malmöhus län, död 25 augusti 1894 på Skarhults säteri, Skarhults församling,  Malmöhus län, var en svensk friherrinna och tecknare.

## Biografi
Ingeborg von  Schwerin utbildades först av sin mor som var miniatyrmålare och fortsatte troligen sina studier för den danske teckningsläraren Ferdinand Richardt som besökte Skarhult 1854. Alla hennes bevarade teckningar är utförda i blyerts och visar en minutiös noggrannhet och en elegans som höjer det väsentligt över amatörnivån. Hennes motivval är så gott som uteslutande hämtade från Skarhuls omgivningar samt interiörer och har förutom det konstnärliga värdet ett stort topografiskt och kulturhistoriskt intresse.

### Familj
Ingeborg von Schwerin var dotter till översten Henrik Ludvig Rosencrantz och Clara Fredrika von der Lancken samt syster till Axel Albrecht Henrik Rosencrantz. Hon var från 1849 gift med ryttmästaren friherre Jules von Schwerin samt mor till Werner von Schwerin, Hans Hugold von Schwerin och Ingeborg von Schwerin.